# Tréogat
Cet article possède un paronyme, voir Tréogan.
Tréogat [tʁeɔɡat] est une commune française, située dans le département du Finistère en région Bretagne.

## Géographie

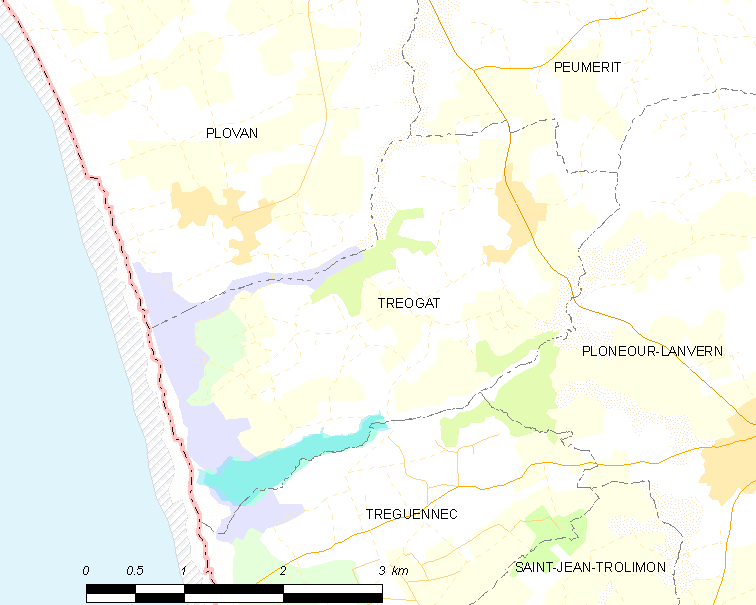
Carte de la commune de Tréogat.

### Situation
Tréogat est une commune littorale de la baie d'Audierne dont elle est séparée par un cordon littoral, formé de galets, qui a provoqué la naissance de marais littoraux (paluds) et d'étangs, l'étang de Trunvel principalement (en fait un marais d'une superficie de 150 ha), qui limite la commune au sud, la séparant de celle de Tréguennec, Cet étang appartient au Conservatoire du littoral et accueille la reproduction d'ardéidés des roselières, de passereaux paludicoles et de limicoles notamment. Il a été classé dans le programme "Life-Nature 2004-2008" pour la conservation du phragmite aquatique, car il était menacé, comme l'écrit Robert Corillion en 1951 : « Le grand étang de Trunvel, à la limite de Tréguennec et Tréogat, a vu réduire considérablement sa superficie et sa profondeur. La phragmitaie l'a envahi presque complètement ».
Un autre étang existe, celui de Kergalan, qui limite la commune au nord, la séparant de celle de Plovan.

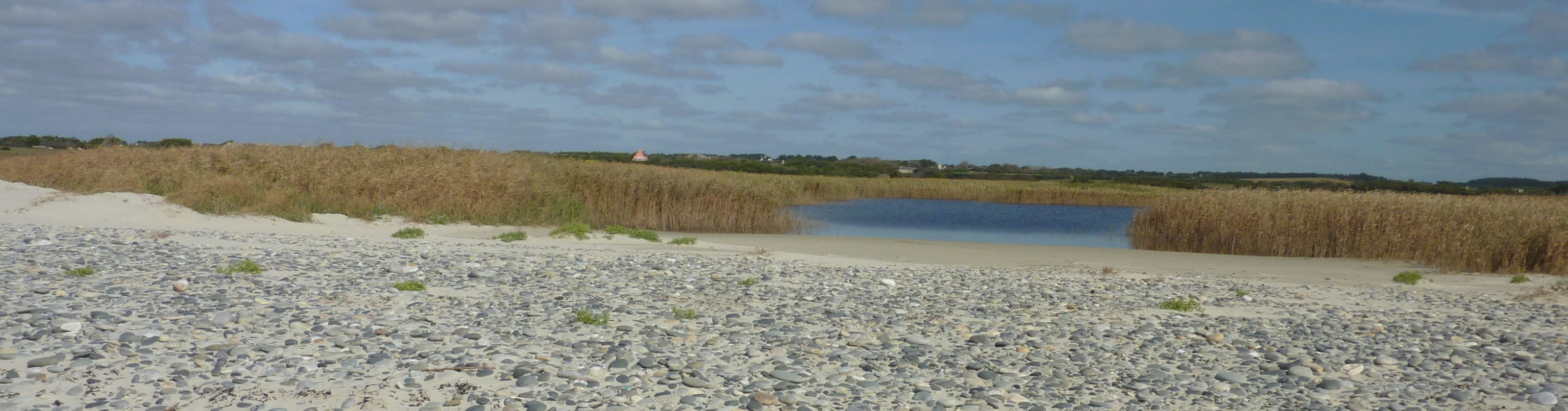
Tréogat (baie d'Audierne) : l'étang de Trunvel entouré par des roselières vu du cordon de galets du littoral de la baie d'Audierne.

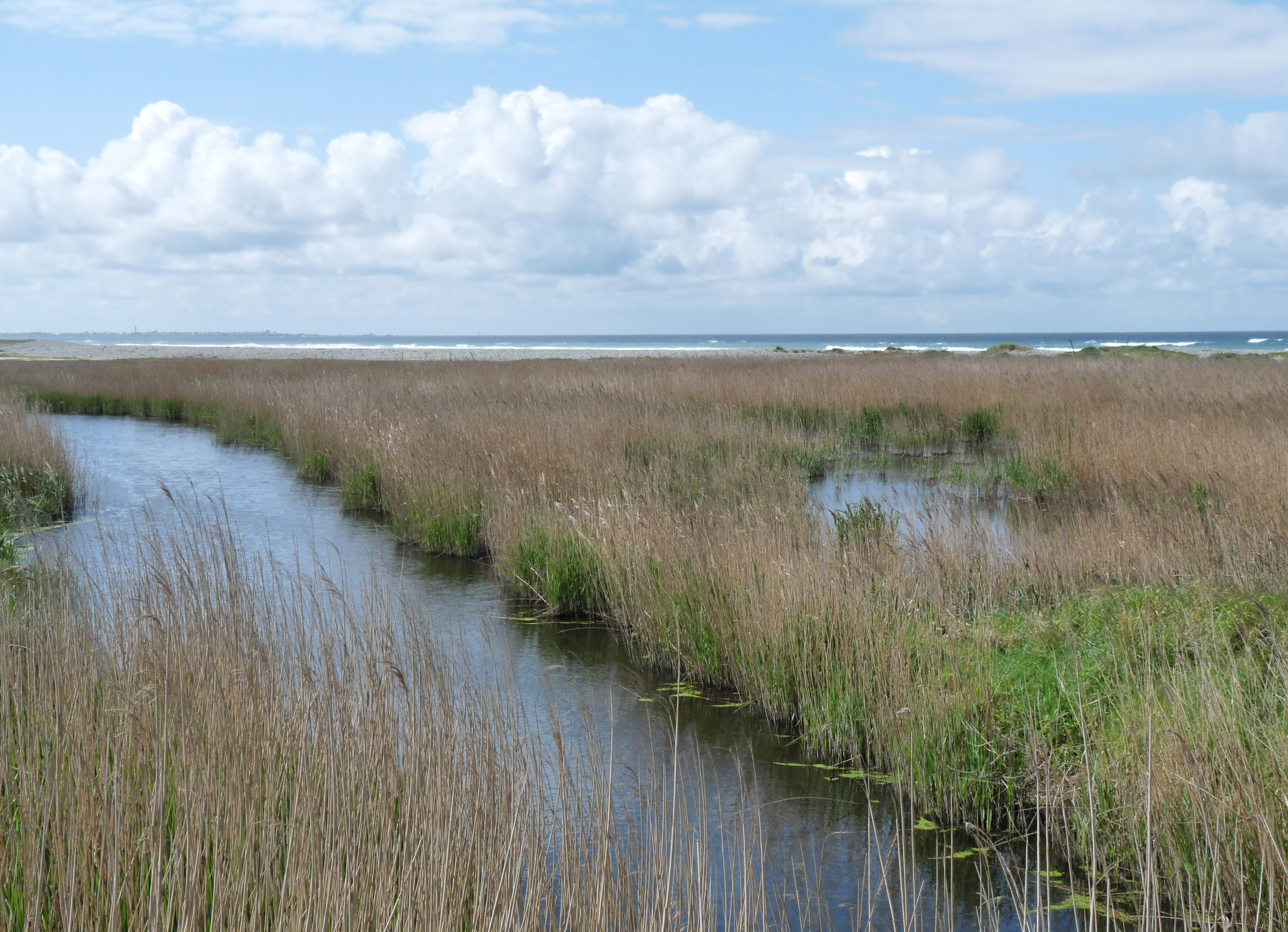
Tréogat (baie d'Audierne) : les marais de Kerbinigou, site naturel protégé.
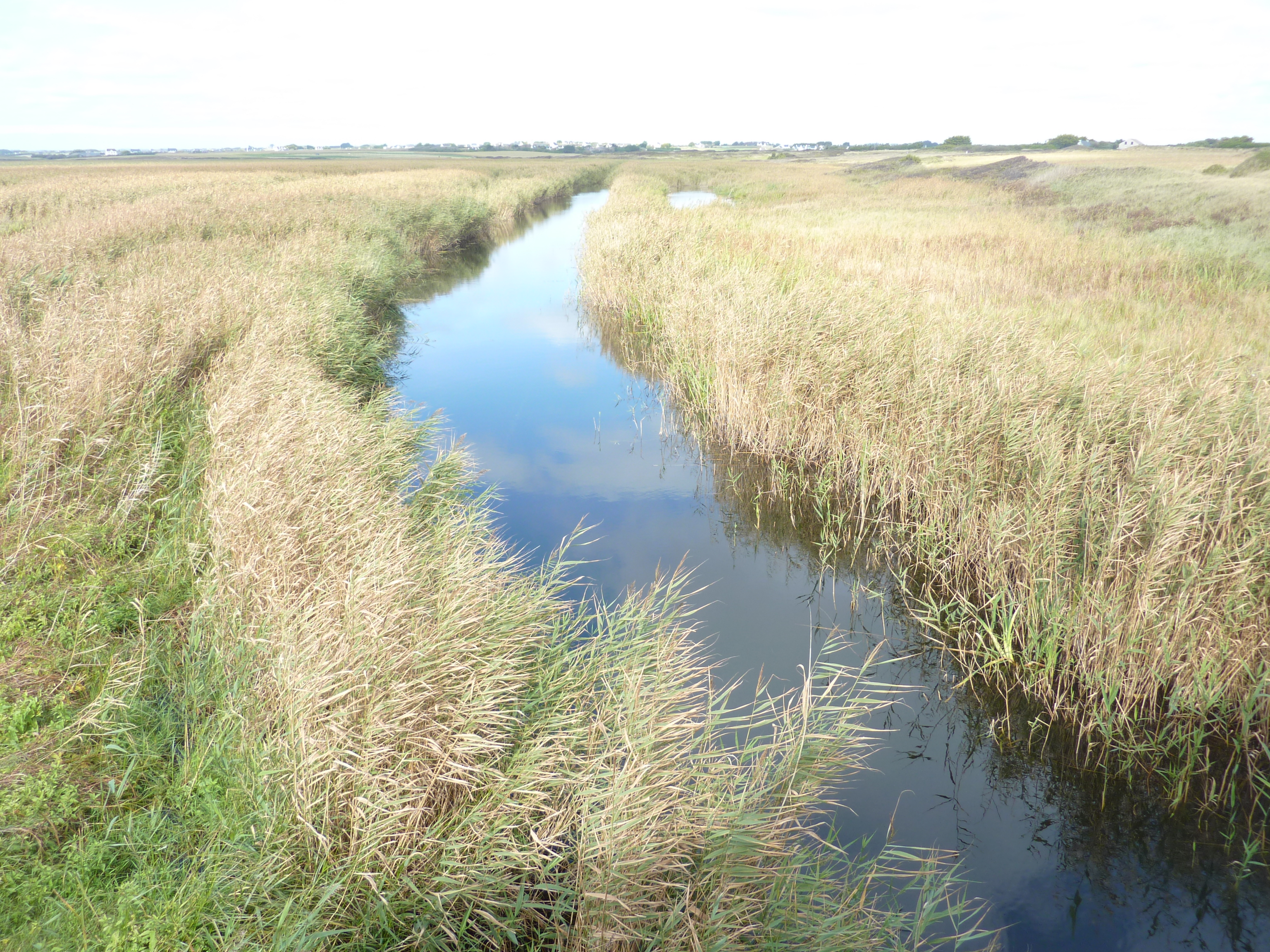
Tréogat (baie d'Audierne) : le ruisseau reliant les étangs de Trunvel et de Kergalan.

Un décret en date du 24 décembre 1935 fixe la limite de séparation des quartiers maritimes d'Audierne et du Guilvinec au point de séparation des communes de Tréogat et de Tréguennec.
| Baie d'Audierne | Plovan     | Peumerit         |
| Baie d'Audierne | Tréogat    | Plonéour-Lanvern |
| Baie d'Audierne | Tréguennec |                  |

### Relief et paysages
La commune a un relief relativement accidenté, sa partie la plus élevée atteignant 54 mètres d'altitude au nord-est de son finage, près du château de Minven ; le bourg lui-même, excentré dans la partie orientale du territoire communal, se trouvant vers 45 mètres d'altitude, alors que les deux ruisseaux alimentant les étangs de Trunvel et de Kergalan, coulent à quelques mètres d'altitude seulement (7 m au niveau de l'étang et du moulin de Bondivy par exemple), les deux étangs précités et le cordon littoral en bordure de la baie d'Audierne étant à peine au-dessus du niveau de la mer.
L'érosion du cordon de galets au niveau de la plage de Kerbinigou fait réapparaître des restes, notamment métalliques, de déchets enfouis là dans une décharge sauvage il y a quelques décennies. « Certains Tréogatois se souviennent d'y avoir vu des véhicules entiers », dit le maire.
La commune présente traditionnellement un paysage de bocage avec un habitat dispersé en un certain nombre d'écarts formés de hameaux ou de fermes isolées.

### Géologie
Des affleurements de schistes verts et de prasinites existent à Tréogat, ainsi que des micaschistes dans la vallée de Trunvel. L'église de Tréogart, notamment son porche sud, la croix de Lesvagnol ainsi que l'ancienne ferme de Lesvagnol (désormais transformée en crêperie) sont bâtis en prasinite.

### Transports
Tréogat est traversée par la Route départementale 2 du Finistère, dénommée touristiquement "Route du vent solaire". Cet axe routier a contribué à déplacer le développement du bourg le long de cette route, en délaissant le centre traditionnel autour de l'église.
Le GR 34 longe le littoral de la commune, contournant notamment les deux étangs de Trunvel et de Kergalan.

### Hydrographie
Pour un article plus général, voir Réseau hydrographique du Finistère.
La commune est située dans le bassin Loire-Bretagne. Elle est drainée par divers petits cours d'eau,.

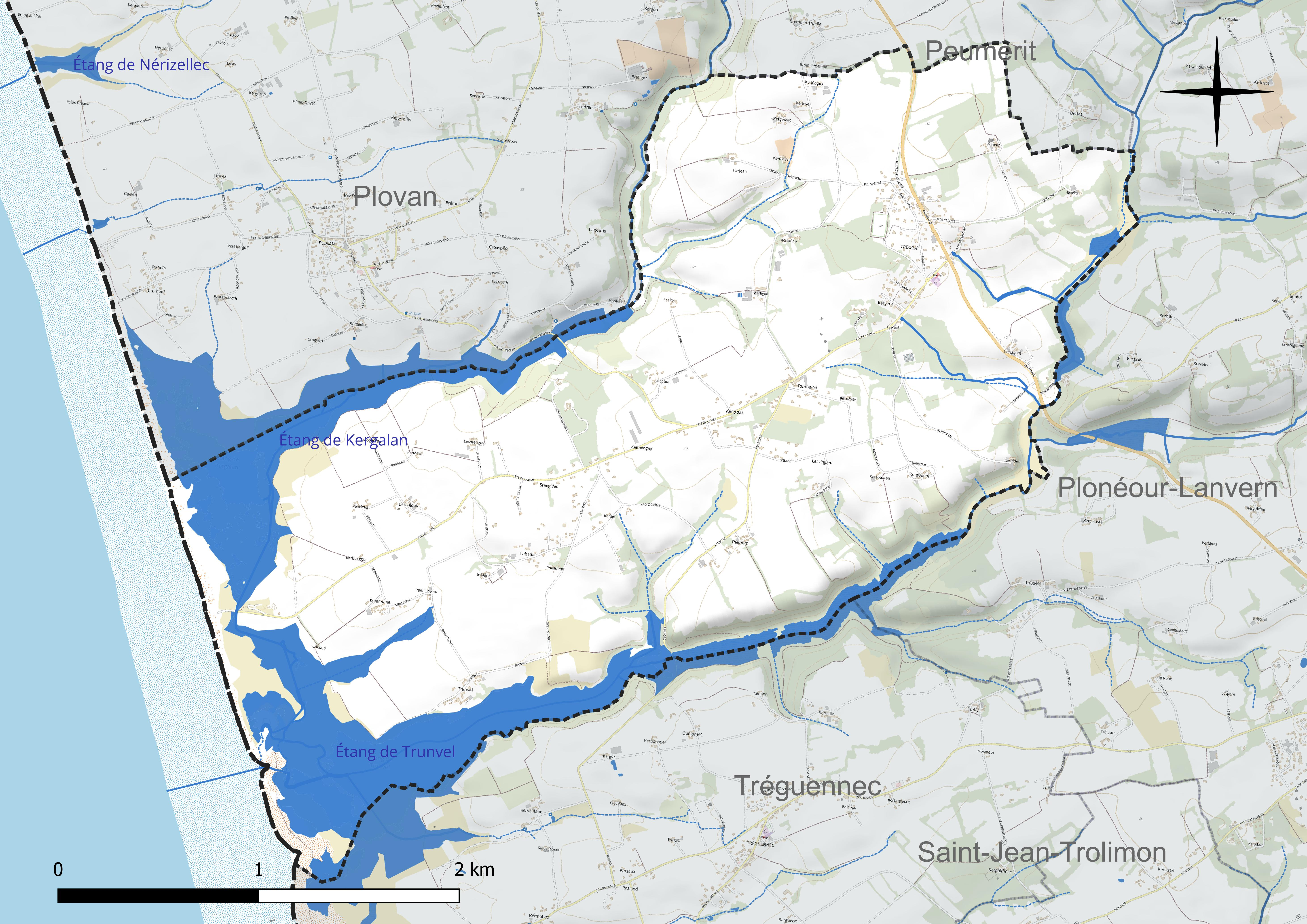
Réseau hydrographique de Tréogat.

Deux plans d'eau complètent le réseau hydrographique : l'étang de Kergalan, d'une superficie totale de 77 ha (42,7 ha sur la commune) et l'étang de Trunvel, d'une superficie totale de 99,4 ha (77,8 ha sur la commune),.

### Climat
Pour des articles plus généraux, voir Climat de la Bretagne et Climat du Finistère.
En 2010, le climat de la commune est de type climat océanique franc, selon une étude du CNRS s'appuyant sur une série de données couvrant la période 1971-2000. En 2020, Météo-France publie une typologie des climats de la France métropolitaine dans laquelle la commune est exposée à un climat océanique et est dans la région climatique  Bretagne orientale et méridionale, Pays nantais, Vendée, caractérisée par une faible pluviométrie en été et une bonne insolation. Parallèlement l'observatoire de l'environnement en Bretagne publie en 2020 un zonage climatique de la région Bretagne, s'appuyant sur des données de Météo-France de 2009. La commune est, selon ce zonage, dans la zone « Littoral », exposée à un climat venté, avec des étés frais mais doux en hiver et des pluies moyennes.  
Pour la période 1971-2000, la température annuelle moyenne est de 11,9 °C, avec  une amplitude thermique annuelle de 10,3 °C. Le cumul annuel moyen de précipitations est de 953 mm, avec 15,5 jours de précipitations en janvier et 7,1 jours en juillet. Pour la période 1991-2020, la température moyenne annuelle observée sur la station météorologique la plus proche, située sur la commune de Pont-l'Abbé à 9 km à vol d'oiseau, est de 13,0 °C et le cumul annuel moyen de précipitations est de 1 012,0 mm,. Pour l'avenir, les paramètres climatiques de la commune estimés pour 2050 selon différents scénarios d'émission de gaz à effet de serre sont consultables sur un site dédié publié par Météo-France en novembre 2022.

## Urbanisme

### Typologie
Au 1er janvier 2024, Tréogat est catégorisée commune rurale à habitat dispersé, selon la nouvelle grille communale de densité à 7 niveaux définie par l'Insee en 2022.
Elle est située hors unité urbaine. Par ailleurs la commune fait partie de l'aire d'attraction de Quimper, dont elle est une commune de la couronne,. Cette aire, qui regroupe 58 communes, est catégorisée dans les aires de 200 000 à moins de 700 000 habitants,.
La commune, bordée par l'océan Atlantique, est également une commune littorale au sens de la loi du 3 janvier 1986, dite loi littoral. Des dispositions spécifiques d'urbanisme s'y appliquent dès lors afin de préserver les espaces naturels, les sites, les paysages et l'équilibre écologique du littoral, tel le principe d'inconstructibilité, en dehors des espaces urbanisés, sur la bande littorale des 100 mètres, ou plus si le plan local d'urbanisme le prévoit.

### Occupation des sols
L'occupation des sols de la commune, telle qu'elle ressort de la base de données européenne d'occupation biophysique des sols Corine Land Cover (CLC), est marquée par l'importance des territoires agricoles (75,8 % en 2018), une proportion sensiblement équivalente à celle de 1990 (76,6 %). La répartition détaillée en 2018 est la suivante : 
zones agricoles hétérogènes (42,7 %), terres arables (28,9 %), zones humides intérieures (9,7 %), milieux à végétation arbustive et/ou herbacée (4,7 %), eaux maritimes (4,6 %), prairies (4,2 %), zones urbanisées (3 %), espaces ouverts, sans ou avec peu de végétation (2,2 %). L'évolution de l'occupation des sols de la commune et de ses infrastructures peut être observée sur les différentes représentations cartographiques du territoire : la carte de Cassini (XVIIIe siècle), la carte d'état-major (1820-1866) et les cartes ou photos aériennes de l'IGN pour la période actuelle (1950 à aujourd'hui).

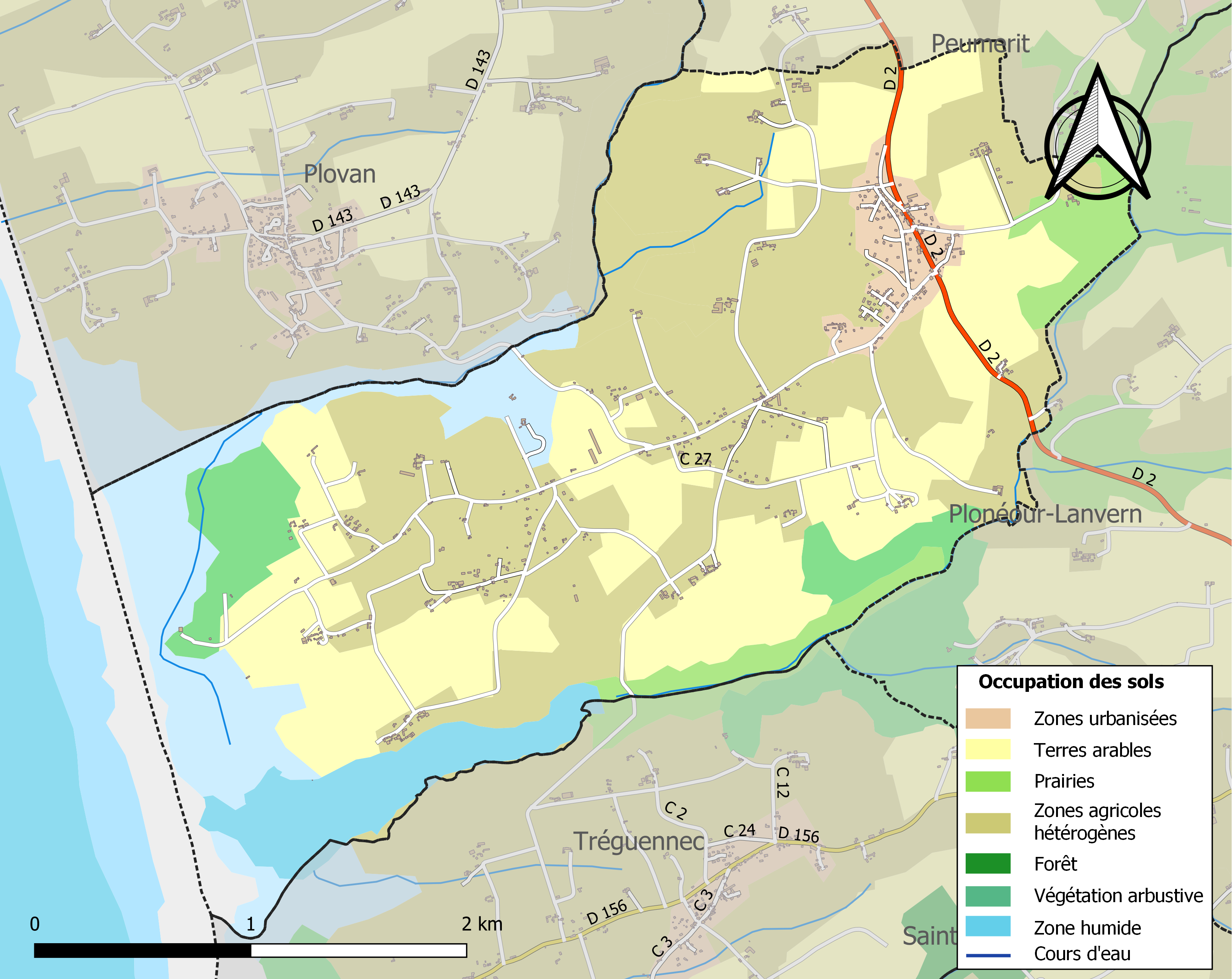
Carte des infrastructures et de l'occupation des sols de la commune en 2018 (CLC).

## Toponymie
Attestée sous les formes Trefvozgat en 1348, Trevosgat en 1405, Treozgat en 1535 et 1574, Treogat en 1599.
Treogad en breton.
Ce toponyme est formé sur Trev dont le sens primitif signifait une division territoriale (trève), et l'antroponyme Bozkad ; une autre hypothèse, émise par Joseph Loth évoque saint Gouescat (il existe une chapelle de Saint-Treouescat à Guipronvel), connu aussi sous les noms de saint Escat, Ergat ou Boscat, et à l'origine aussi des noms des paroisses de Pouldergat, Tréouergat et Louargat.
Bozkad se retrouve comme prénom et est usité jusqu'au XVIIIe siècle. Bozkad signifierait « Victoire au combat » et provient de Bud, la victoire et Kad le combat.

## Histoire

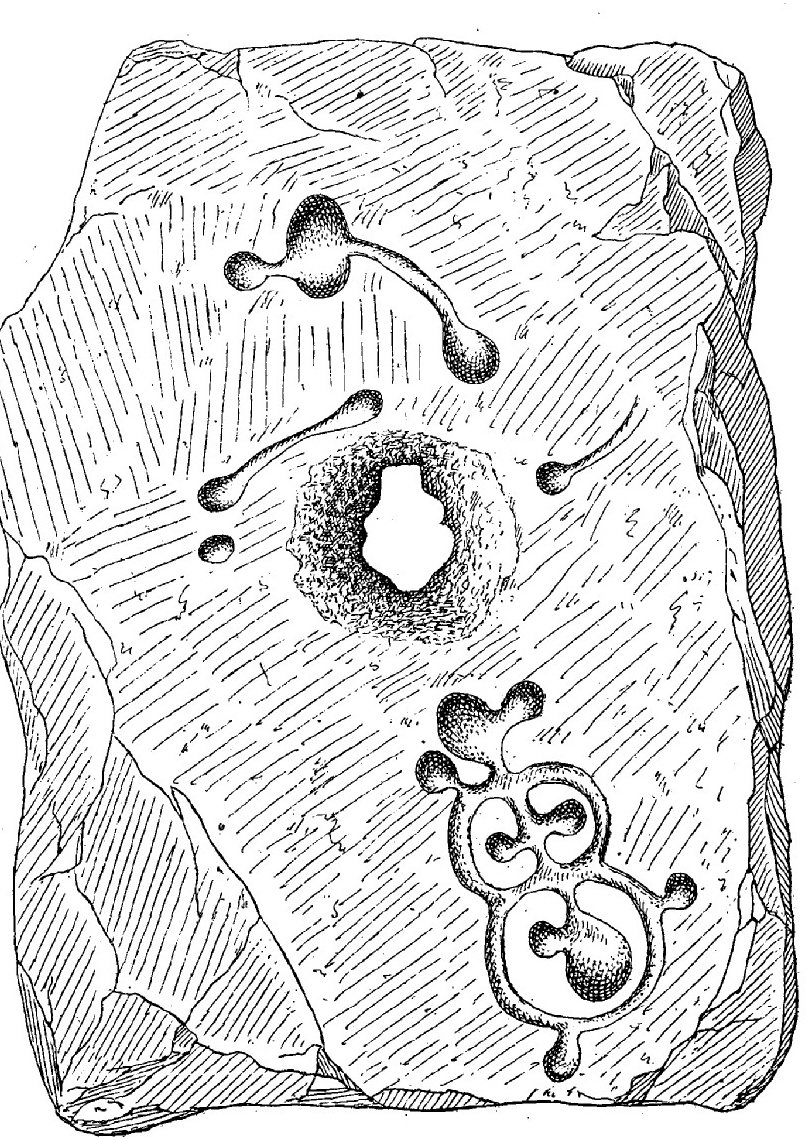
Pierre sculptée recouvrant une sépulture sous tumulus trouvée en 1886 à Tréogat par Paul du Chatellier

### Préhistoire
En 1886, Paul du Chatellier trouva, sous un tumulus qu'on venait de raser sur les terres du château de Men-Guen (Minven), une dalle dont la face supérieure était couverte de sculptures formant des cupules, les unes oblongues, les autres rondes, de dimensions différentes, reliées par des rigoles formant un dessin très varié ; la pierre avait un trou central.

### Antiquité
Une voie romaine partait de Pont-l'Abbé et allait jusqu'à la Pointe du Raz en passant par Plonéour, Tréogat, Pouldreuzic et Plozévet.

### Moyen Âge
La famille de Minven était « seigneur du dit-lieu » lors des réformations et montres de l'évêché de Cornouaille entre 1442 et 1536. Par la suite, la famille a été fondue (par le mariage d'une héritière avec un homme de cette famille) en 1560 dans la famille de Lanros, puis en 1598 par le mariage de Marie de Lanros de la Boyne avec Charles du Boisguéhenneuc (né le 15 avril 1566 à Caro dans l'actuel Morbihan, et décédé le 20 décembre 1617 à Tréogat), dans celle de Boisguéhenneuc.

### Époque moderne
Entre 1592 et 1599, pendant les Guerres de la Ligue, comme de nombreuses autres paroisses de l'évêché de Cornouaille, Tréogat fut victime des « continuelles guerres, courses, demeure et ravaige de l'ung et de l'autre party, tant estrangers, Angloys, Espagnolz, Suisses, Lansquenetz, qu autres, ont faicts esdictes paroesses et en genneral par tout ledict evesché de Cornouaille ».
Dans le tome 2 de son roman historique Aliénor, prieure de Lok-Maria (époque de la Ligue, 1594), règne de Henri IV, Pitre-Chevalier décrit l'affreuse misère des habitants de Tréogat, Peumerit et Pluguffan pendant les Guerres de la Ligue : « elle vit de pauvres pen-ty, décharnés par la souffrance et la faim, couverts de haillons moins effrayants que leurs figures sortir comme des fantômes des taillis et des clos de genêts, se réunir en troupes à l'ombredes talus et des grands chênes, mettre le feu aux ajoncs de la lande pour y jeter un reste de semence, s'attelr comme des bêtes de somme à la charrue commune, ou même s'accroupir sur le sol et creuser la terre avec leurs ongles, afin d'avoir quelques grains de blé l'année suivante, si les brigands n'en faisaient pas manger l'herbe par leurs chevaux !.. » ; il décrit ensuite la peur des loups devenus très nombreux.
Le père Julien Maunoir prêcha des missions à Tréogat en 1656 et en 1676.
La famille du Boisguéhenneuc est chevalier et seigneur de Minven pendant toute l'époque moderne ; parmi ses membres connus Alexandre François du Boisguéhenneuc, né le 22 décembre 1675 à Tréogat, écuyer et seigneur de Minven et autres lieux, décédé le 3 mai 1725 à Tréogat et son fils Charles du Boisguéhenneuc, né le 28 août 1703 à Tréogat, décédé vers 1770 et père de Charles Nicolas du Boisguéhenneuc.
Le 11 août 1723, selon les archives de l'Amirauté de Quimper, le Petit-Achille, un bateau de 25 tonneaux de Boulogne, vint se briser lors d'une tempête sur la côte de Tréogat. Le 30 octobre 1743 le capitaine Michel Laot fit échouer volontairement son bateau, le Saint-Jean-Baptiste, d'Argenton, près de Tréogat, pour éviter d'être pris par un corsaire anglais, et qu'il n'a aucune espérance de pouvoir le faire relever.
En 1759, une ordonnance de Louis XV ordonne à la paroisse de Tréogat de fournir 6 hommes et de payer 39 livres pour « la dépense annuelle de la garde-côte de Bretagne ».
Jean-Baptiste Ogée décrit ainsi Tréogat en 1778 :

« Tréogan [en fait Tréogat], à 4 lieues à l'ouest-sud-ouest de Quimper, son évêché et son ressort, à 43 lieues de Rennes et à deux lieues de Pont-l'Abbé, sa subdélégation. On y compte 450 communiants, la cure est à l'alternative. Le territoire, qui est borné par la mer, est très bien cultivé et fertile en grains de toutes espèces. »

### Révolution française
La paroisse de Tréogat, qui comprenait alors 45 feux, élit deux délégués, Noël Le Goff et Christophe Le Berre, pour la représenter à l'assemblée du tiers-état de la sénéchaussée de Quimper au printemps 1789.
La loi du 12 septembre 1791 « relative à la circonscription des paroisses du district de Pont-Croix » donne à la paroisse de Peumerit comme succursale Tréogat.
Charles Nicolas Du Boisguéhenneuc, chevalier de Minven, né le 13 mars 1744 dans la paroisse Saint-Julien à Quimper, chevalier seigneur de La Forêt en Loctudy, de Trémébrit et autres lieux, commissaire de la noblesse aux États de Bretagne émigra en Allemagne pendant la Révolution française et ses biens, notamment son château du Minven, saisis comme biens nationaux, furent acquis par son régisseur Michel Caoudal grâce à de l'argent qui lui aurait été fourni par Charles Nicolas Du Boisguéhenneuc ; ce dernier récupéra le 15 janvier 1803 ceux qui n'avaient pas encore été vendus, mais pas ceux acquis par Michel Caoudal qui aurait "oublié" de les rendre par la suite.
Le 17 juillet 1797, la frégate Calliope, qui en compagnie des corvettes Diligente et Pélagie, escortait un convoi de navires de commerce fut attaquée par trois frégates et une corvette anglaises, renforcés peu après par d'autres navires de guerre anglais, les frégates Pomone et Astrea, près d'Audierne, et atteinte par leurs boulets. « Le capitaine Deshayes prit le parti d'aller s'embosser aussi près que possible de la côte de Tréogat, commune de Plovant [Plovan] ; mais l'embossure ayant cassé, la corvette évita, le beaupré au large. (...) La mer était houleuse, l'ancre de la Calliope ne tint pas ; la corvette cula et talonna avec une force telle que son grand mât se brisa un peu au-dessus de la hune. Les autres mâts furent coupés, et les canons, moins six, furent jetés à la mer. (...) L'équipage descendit à terre, et [la Calliope] fut livrée aux flammes ».

### LeXIXesiècle
Le 19 juillet 1817, le commissaire des classes du quartier de Quimper s'élève contre les pillages affreux qui s'exercent, sur les navires naufragés, par les habitants des communes littorales et notamment « ceux qui se sont exercés sur le naufrage du navire suédois la Jeanne Caroline, survenu le 5 mars 1916 à la côte de Tréogat, et sur celui du navire français la Minerve, arrivé le 5 juin 1817 à la côte de Plovan ».
A. Marteville et P. Varin décrivent ainsi Tréogat en 1845 :

« Tréogat, commune formée par l'ancienne paroisse du même nom. (..) Principaux villages : Kerganet Quélern, Lebragnol, Kerguénal, Penhors, Tréonvel, Mouguéroux. Maison importante : manoir de Minven. Superficie totale : 952 ha dont (...) terres labourables 268 ha, prés et pâtures 48 ha, bois 32 ha, vergers et jardins 9 ha, landes et incultes 503 ha, étangs et canaux 57 ha (...).  Moulin à eau de Kervahu. Étangs de Kerlan et Traonven [Trunvel]. Cette commune n'a pas de succursale, le desservant de Plovan fait le binage [dessert les deux paroisses]. Géologie : constitution granitique. On parle le breton »

Un rapport de l'inspecteur d'académie signale en 1880 que la commune de Tréogat fait partie des six communes du département du Finistère « encore dépourvues de tout moyen d'instruction ». L'école communale ouvrit en 1887.
Les registres communaux de Tréogat font mention d'un jeu ou sport dénommé "tir à la rondache" ; peut-être s'agit-il tout simplement de la galoche, toujours pratiquée dans le Pays bigouden.

### LeXXesiècle

#### LaBelle Époque
Le journal Le Matin indique dans son n° du 15 mars 1906 qu'« il a été impossible de procéder aux inventaires à Plovan, à Plomeur, à Tréogat et à Plozévet, des groupes compacts de femmes entourant les églises ».
Un service de téléphone public ouvre à Tréogat le 16 novembre 1910.
Le 13 janvier 1914, les biens ayant appartenu à la fabrique de l'église de Tréogat, qui étaient placés sous séquestre, sont attribués à la commune de Tréogat.

#### La Première Guerre mondiale

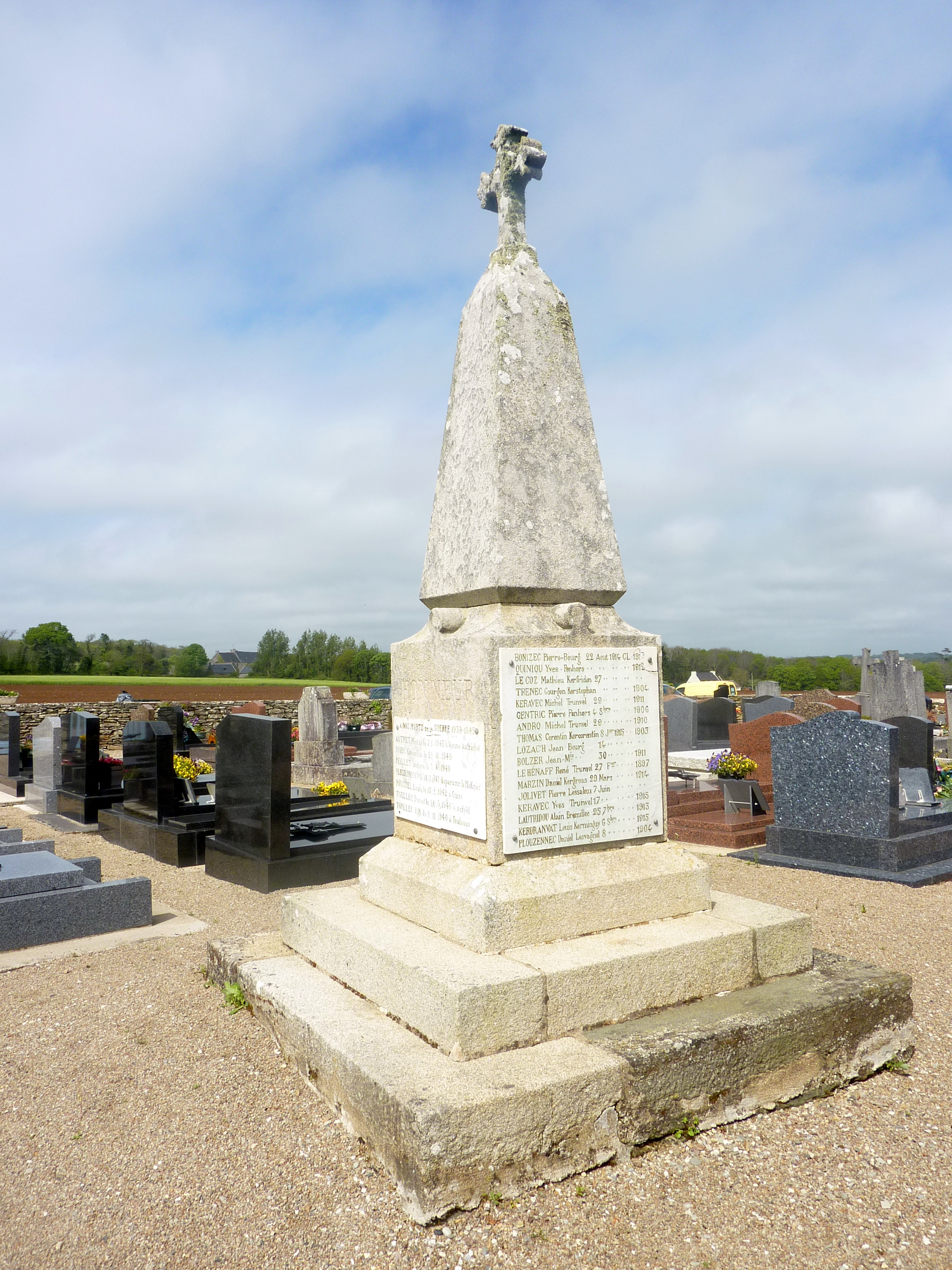
Le monument aux morts de Tréogat.

Le monument aux morts de Tréogat porte les noms de 32 soldats et marins morts pour la France pendant la Première Guerre mondiale : parmi eux, deux (Pierre Bonizec et Yves Quiniou) sont morts le même jour le même jour le 22 août 1914 lors des combats de Maissin en Belgique ; un (Joël Guilly) est mort en Serbie en 1916 dans le cadre de l'expédition de Salonique ; la plupart des autres sont décédés sur le sol français.

#### L'Entre-deux-guerres
Une école des filles est construite en 1924 à Tréogat.
La ligne ferroviaire à voie métrique surnommée « train carottes », exploitée initialement par les Chemins de fer armoricains, fut inaugurée le 1er octobre 1912 et ferma le 30 juin 1935, ne fonctionnant donc que 33 ans à peine. La voie ferrée partait de Pont-l'Abbé et desservait les gares de Plonéour-Lanvern, Tréogat, Pouldreuzic, Plozévet, Plouhinec, Pont-Croix, pour aboutir à Audierne ; la ligne desservait aussi des arrêts facultatifs supplémentaires comme celui de Plovan. « C'était un train mixte de marchandises et de voyageurs, qui a eu un impact important sur la vie économique et sociale en pays bigouden et dans le cap Sizun » a écrit l'historien Serge Duigou.
En août 1936 un arrêté préfectoral entérine la création d'un syndicat en vue de l'électrification de la région, comprenant les communes de Landudec, Tréogat, Plonéis, Gourlizon, Plovan, Pouldergat, Peumerit, Guiler-sur-Goyen, Plogastel-Saint-Germain et Pouldreuzic ; « Nous espérons que désormais la création de ce syndicat ne tardera guère et souhaitons que 1937 nous apporte l'électricité tant attendue ».

#### La Seconde Guerre mondiale
Le monument aux morts de Tréogat porte les noms de six personnes mortes pour la France pendant la Seconde Guerre mondiale : parmi elles, Corentin Plouzennec, marin second maître mécanicien, disparu en mer le 24 juillet 1940 lors du naufrage en Manche du paquebot Meknès torpillé par les Allemands ; Daniel Toullec, mort le 20 mai 1940 à Asfeld (Aisne), lors de la Débâcle ; Michel Autret, mort le 7 février 1945 à Vienne (Autriche).
Les Allemands construisirent à partir de novembre 1943 une série de blockhaus au lieu-dit Kéryéré, sur une colline située à 800 m de la mer, mais qui permettait de surveiller toute la baie d'Audierne depuis la Pointe du Raz jusqu'à la Pointe de Penmarc'h ; ceux-ci furent construits à partir de béton et de galets provenant du cordon de galets voisins concassés dans l'usine de Tréguennec.

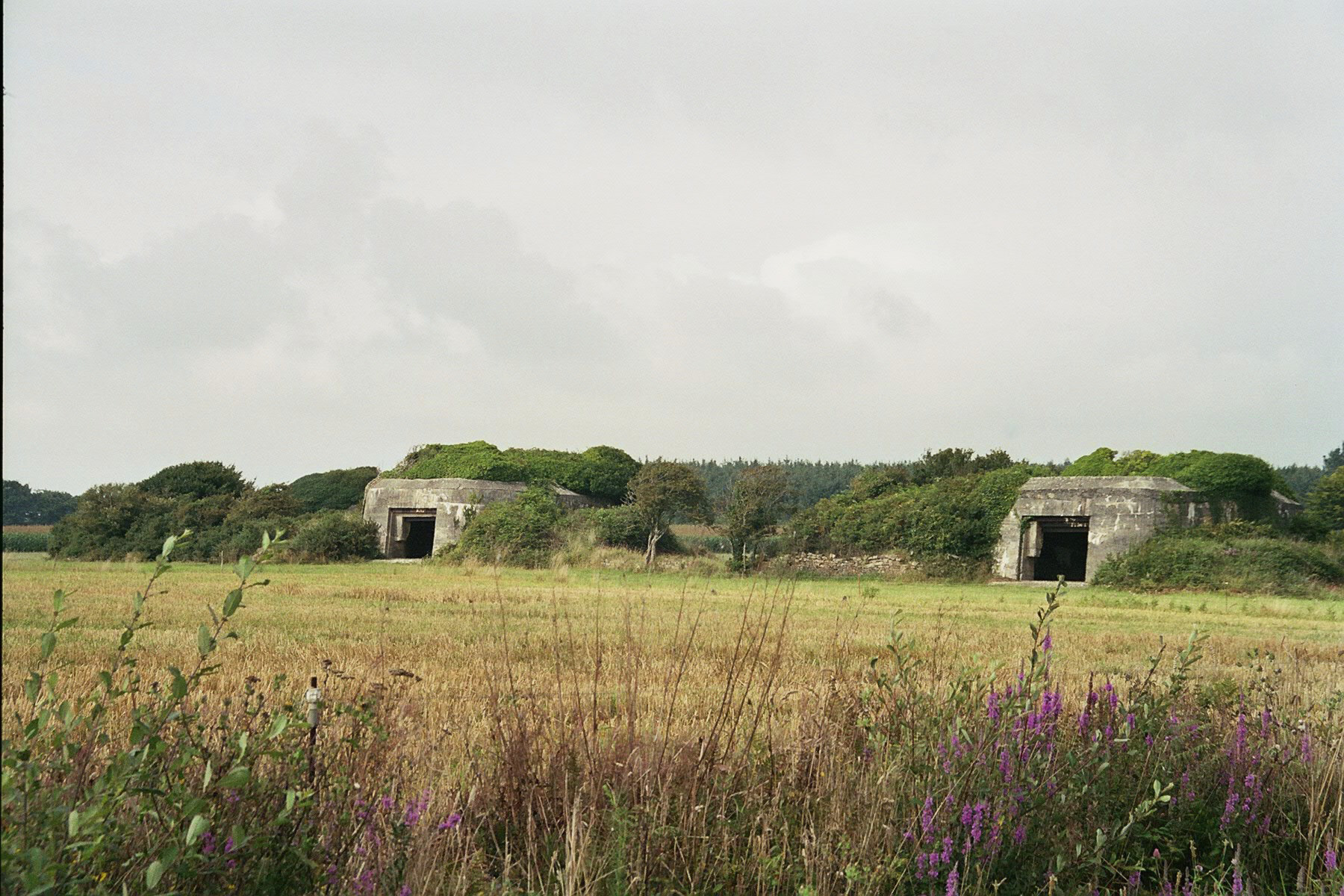
Les blockhaus de Kéryéré.

Yves Riou, né le 20 janvier 1889 à Tréogat, instituteur à Pouldergat, fut arrêté dans sa classe le 16 décembre 1942 en raison de ses sentiments anti-nazis ; déporté, il est mort le 8 mai 1944 au camp de concentration d'Oranienbourg-Sachsenhausen ; son nom a été donné à l'école publique de Pouldergat.

#### Les «Marcassins» de Tréogat
La première équipe de football de Tréogat est créée en 1929 par Alain Hascoët, boulanger ; elle cesse ses activités pendant la Seconde Guerre mondiale.
Le club des « Marcassins Sportifs de Tréogat » est fondé en 1947 par le même Alain Hascoët. Le nom choisi pour le club s'explique probablement par le grand nombre de chasseurs et de sangliers dans la commune.

#### Le pétrole duTanio
Une ancienne carrière abandonnée, qui avait été exploitée par l'entreprise Savina (les pierres extraites avaient notamment servi pour la construction du port de Saint-Guénolé dans la décennie 1950) a servi de lieu d'enfouissement pour une partie des déchets pétroliers provenant du naufrage du Tanio, survenu en 1980 (1 500 m³ selon Géorisques), sur le site de Kerbiginou, aménagé depuis en parking, propriété du Conservatoire du littoral et situé entre deux espaces naturels remarquables : les étangs de Kergalan et Trunvel ; mais, selon le CEDRE, ce pétrole, stabilisé avec un traitement à la chaux, est quasiment inerte désormais.

### LeXXIesiècle

#### La crise municipale de 2023
La difficulté à constituer en 2023 un conseil municipal et à trouver un maire a failli provoquer la disparition de l'indépendance communale de Tréogat ; la commune a dû être gérée pendant 3 mois par une commission préfectorale ; finalement une liste de candidats a pu être constituée, puis élue, avec à sa tête comme nouveau maire Alain Gerbe.

## Enseignement
Ouverte en 1887, l'école publique de Tréogat comptait 106 élèves en 1908. Dénommée désormais "Les Hirondelles" elle n'en compte plus que 42 pour l'année scolaire 2022-2023 répartis en deux classes, la troisième classe ayant fermé en raison de la faiblesse des effectifs scolarisés liée au déclin démographique de la commune.

## Politique et administration
| Période      | Période         | Identité                 | Étiquette        | Qualité |
| ------------ | --------------- | ------------------------ | ---------------- | --- |
| 1803         | 1804            | Yvinou                   |                  | |
| 1820         | 1826            | Jacques Billien (Bilien) |                  | |
| 1826         | 1826            | Pierre Le Berre          |                  | |
| 1827         | 1848            | Jacques Billien          |                  | Déjà maire entre 1820 et 1826 |
| 1850         | 1874            | Louis Voquer             |                  | Cultivateur. |
| 1874         | 1888            | Jean Marie Bilien        |                  | Cultivateur et meunier. Petit-fils de Jacques Billien, maire à deux reprises précédemment |
| 1888         | 1891            | Zéphirin Caoudal         |                  | Capitaine d'infanterie |
| 1891         | 1896            | Jean Marie Bilien        |                  | Déjà maire entre 1874 et 1888 |
| 1896         | 1908            | Yves Le Brun             |                  | |
| 1908         | 1935            | Georges Caoudal          | Rép. G → Rad-soc | Fait chevalier de la Légion d'honneur. Percepteur. Fils de Zéphirin Caoudal, maire entre 1888 et 1891. |
| 1935         | 1944            | Daniel Toullec           |                  | |
| 1944         | 1947            | Pierre Le Brun           | URD → MRP        | |
| 1947         | 1948            | Pierre Guichaoua         | MRP              | |
| 1948         | 1953            | Pierre Le Brun           | MRP              | |
| 1953         | 1983            | François Gloaguen        | MRP → CD → CDS   | |
| 1983         | 1995            | Corentin Riou            | CDS              | |
| 1995         | mars 2014       | Jacques Le Goff          | UDF-CDS          | |
| mars 2014    | 25 mai 2020     | Pierre Le Berre          | DVG              | Retraité Fonction publique |
| 25 mai 2020  | mars 2021       | Michel Raphalen          |                  | Ingénieur retraité. Démissionne en mars 2021 pour raisons de santé. |
| 23 mars 2021 | janvier 2023    | Jean-Pierre Miagoux      |                  | Cadre retraité. Démissionne en janvier 2023 pour raisons personnelles, déclarant : « Ma famille et ma santé sont mes priorités », il argue « une grande fatigue morale ».                                                                                       |
| 24 juin 2023 | mandat en cours | Alain Gerbe              |                  | Précédemment adjoint au maire. La charge de maire était restée vacante pendant plusieurs mois, faute de candidats pour constituer un nouveau conseil municipal, la commune étant administrée par une délégation spéciale de trois membres nommés par le préfet. |

## Démographie
| 1793 | 1800 | 1806 | 1821 | 1831 | 1836 | 1841 | 1846 | 1851 |
| ---- | ---- | ---- | ---- | ---- | ---- | ---- | ---- | ---- |
| 351  | 385  | 359  | 412  | 480  | 482  | 494  | 496  | 509  |

| 1856 | 1861 | 1866 | 1872 | 1876 | 1881 | 1886 | 1891 | 1896 |
| ---- | ---- | ---- | ---- | ---- | ---- | ---- | ---- | ---- |
| 501  | 515  | 589  | 568  | 576  | 592  | 635  | 665  | 684  |

| 1901 | 1906 | 1911 | 1921 | 1926 | 1931 | 1936 | 1946 | 1954 |
| ---- | ---- | ---- | ---- | ---- | ---- | ---- | ---- | ---- |
| 658  | 696  | 711  | 778  | 723  | 700  | 712  | 637  | 602  |

| 1962 | 1968 | 1975 | 1982 | 1990 | 1999 | 2006 | 2008 | 2013 |
| ---- | ---- | ---- | ---- | ---- | ---- | ---- | ---- | ---- |
| 594  | 519  | 416  | 419  | 420  | 398  | 492  | 519  | 563  |

| 2018 | 2022 | - | - | - | - | - | - | - |
| ---- | ---- | - | - | - | - | - | - | - |
| 580  | 579  | - | - | - | - | - | - | - |

## Lieux et monuments
- Église Saint-Boscat, XIVe siècle[70], dédiée à saint Boscat[71].

Église Saint-Boscat
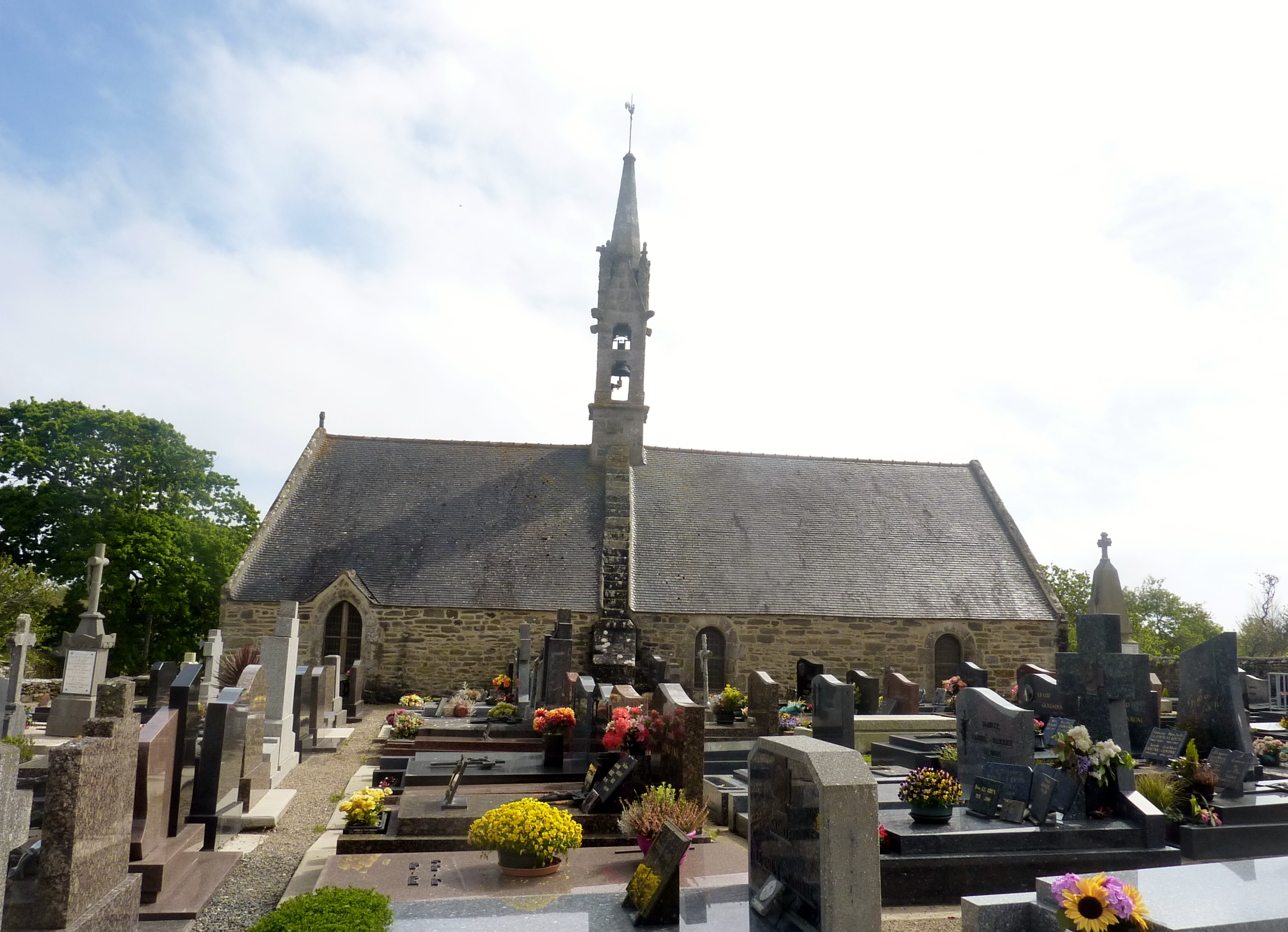
Vue extérieure, flanc nord, depuis le cimetière.
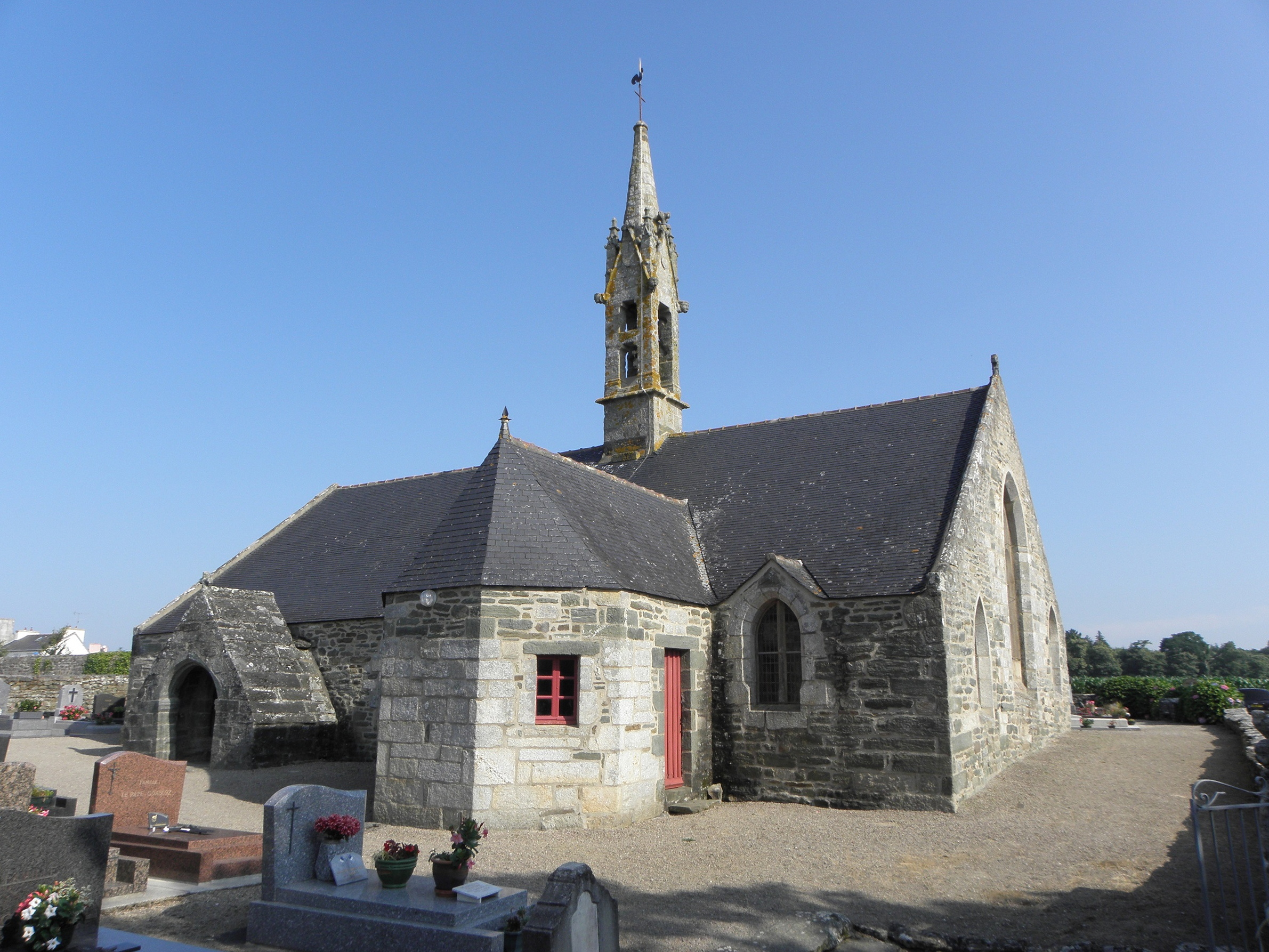
Vue extérieure, chevet et flanc sud 1.
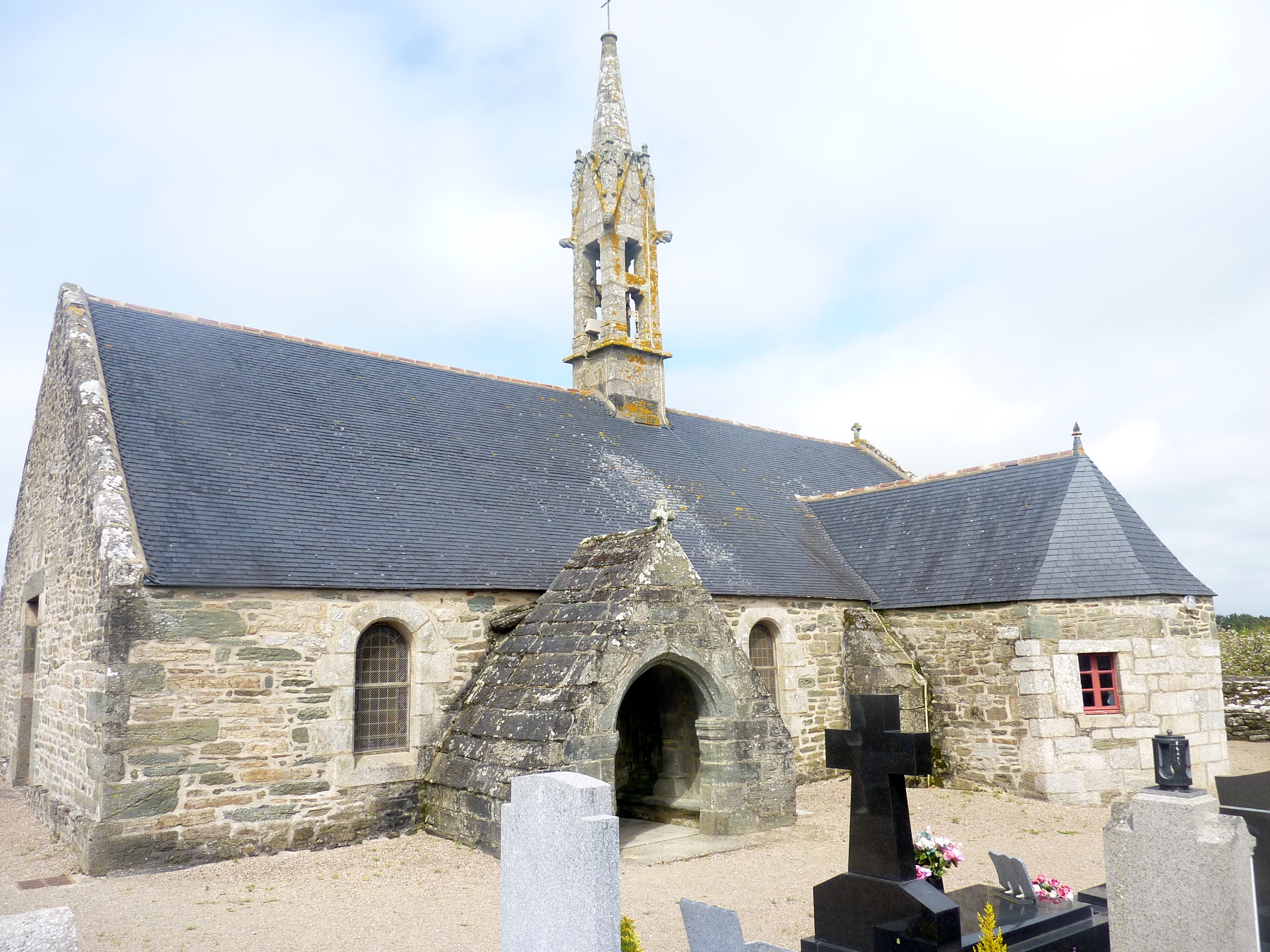
Vue extérieure, chevet et flanc sud 2.
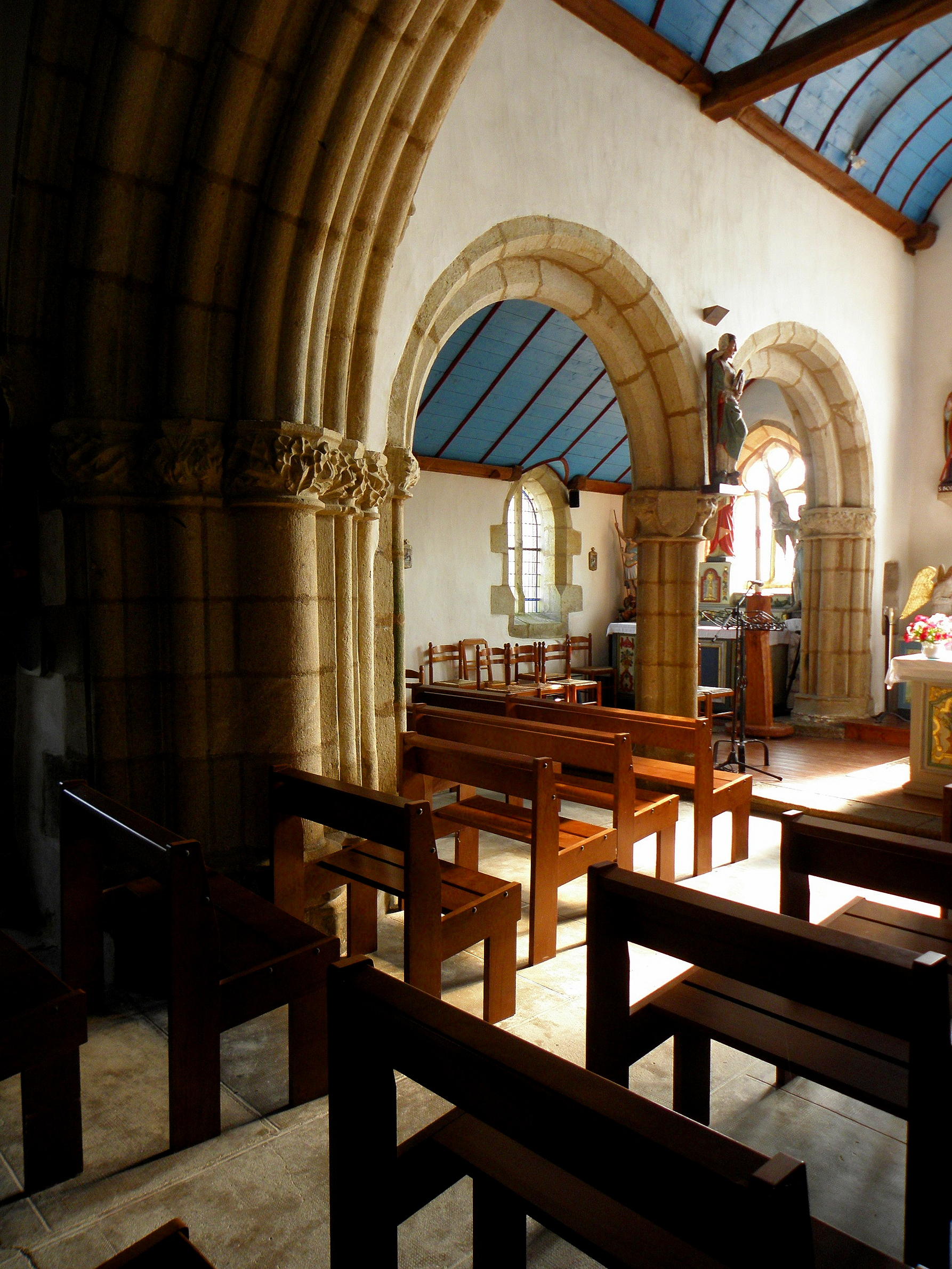
Costale nord du chœur et collatéral adjacent.
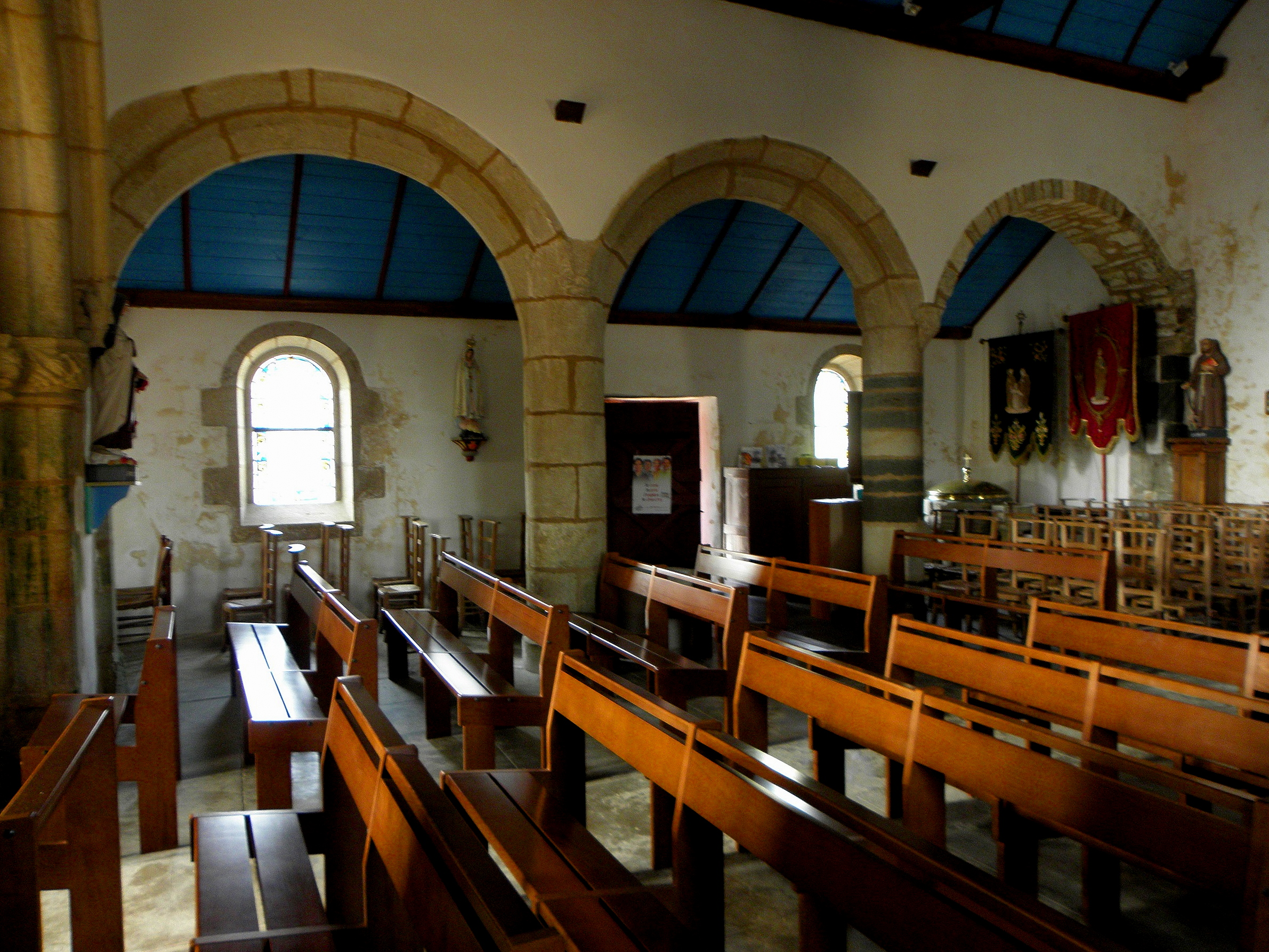
Costale sud de la nef et collatéral méridional.
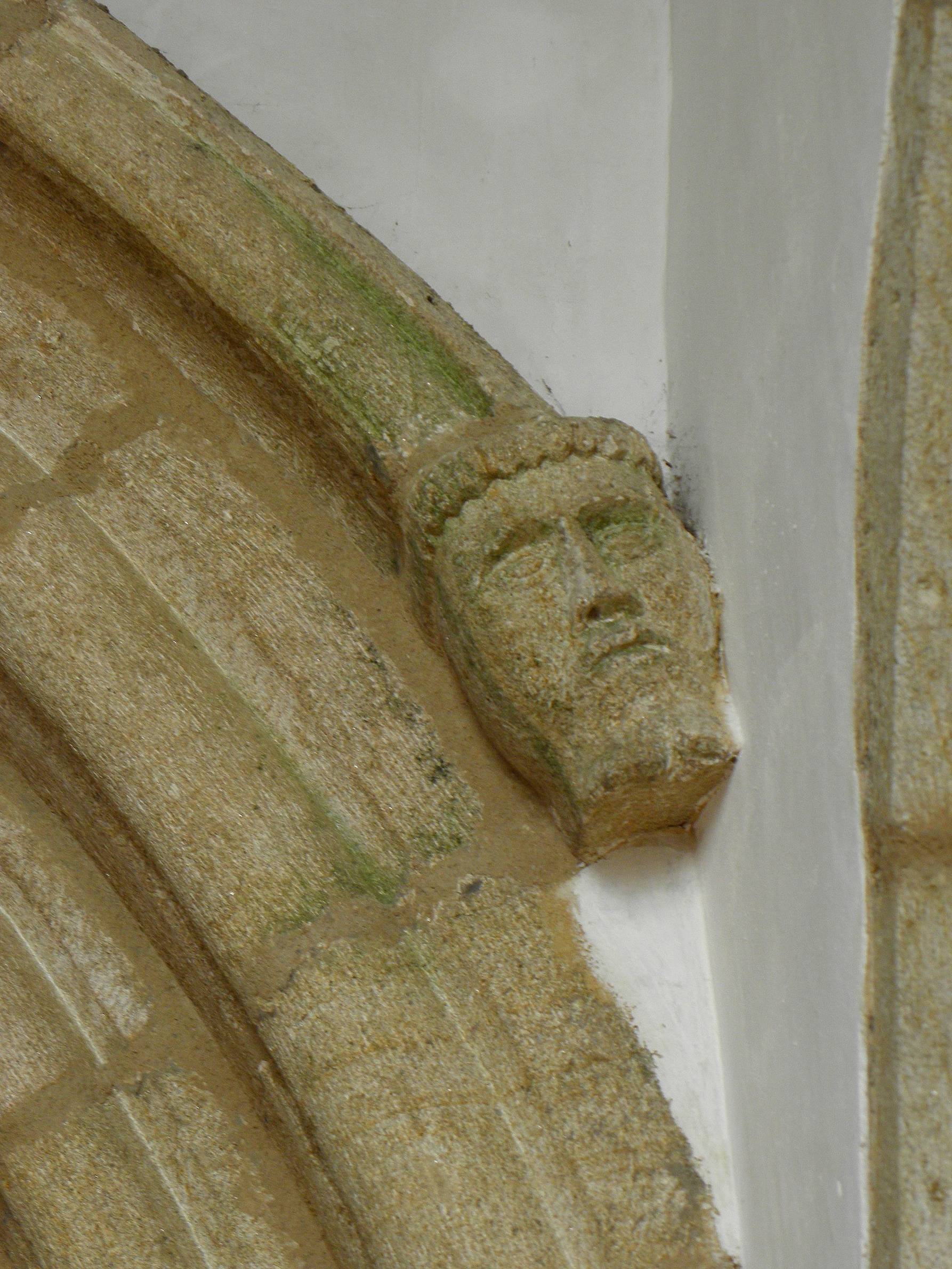
Sculpture de l'arc triomphal.
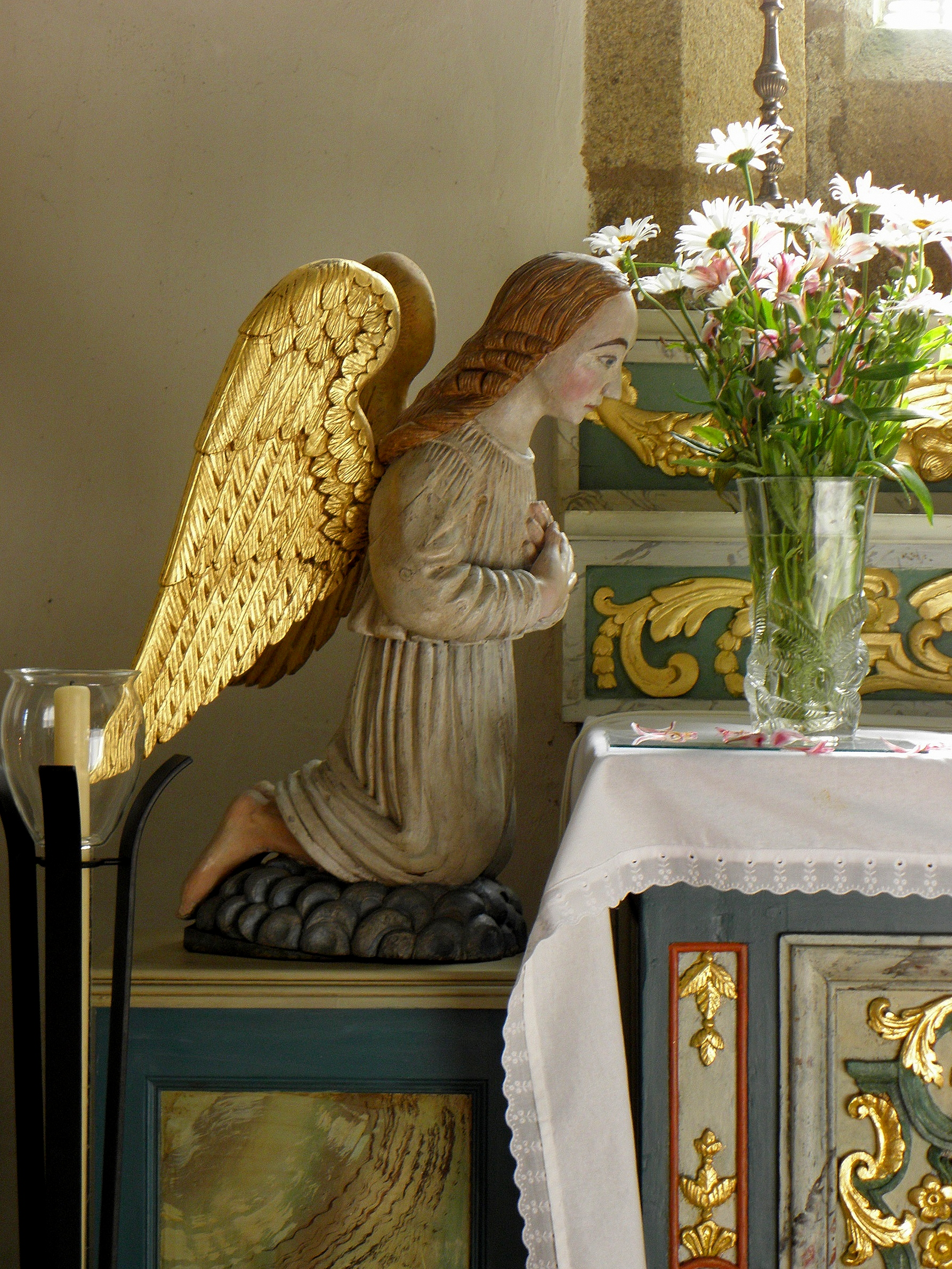
Ange orant.
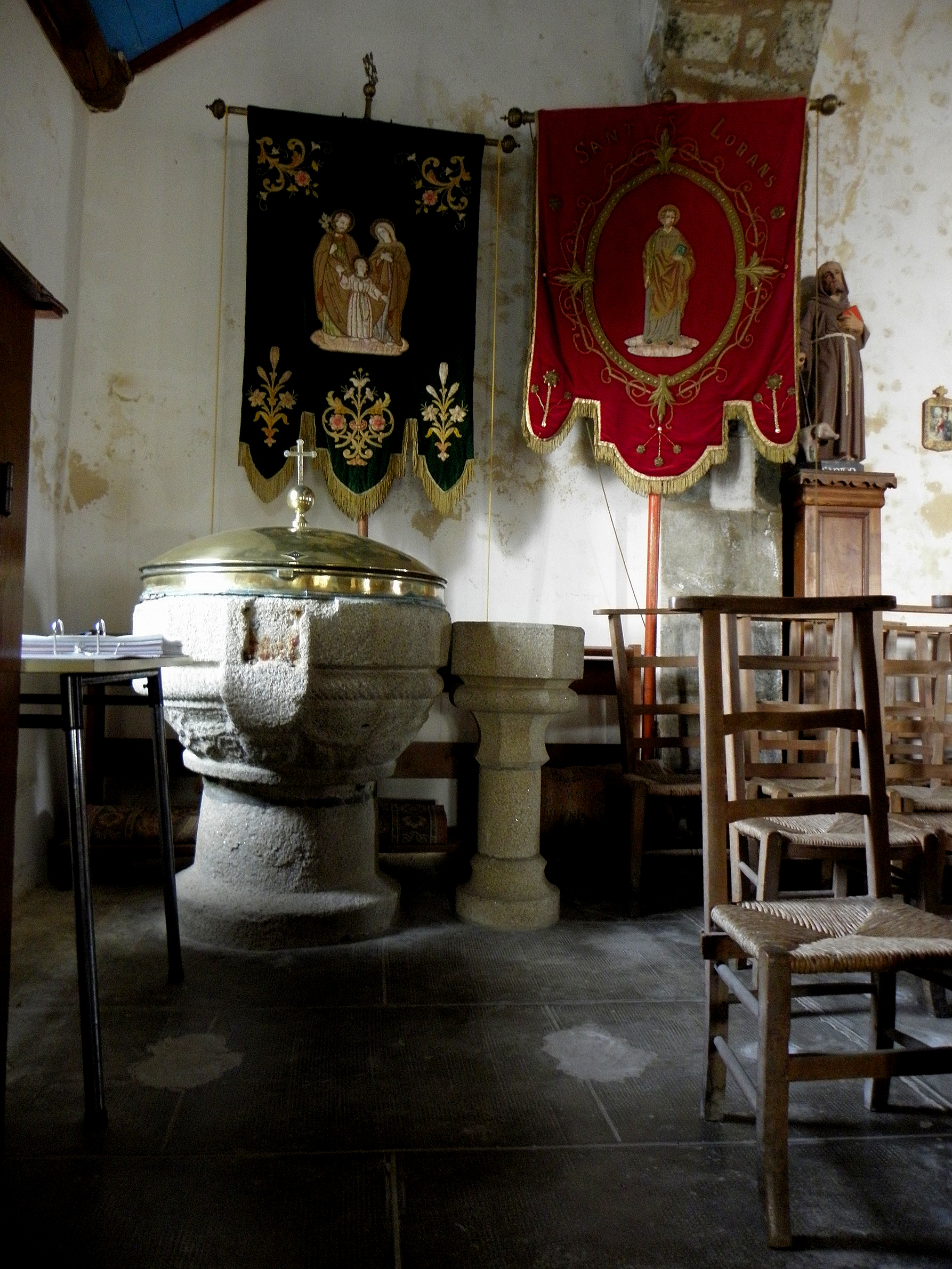
Fonts baptismaux et bannières.
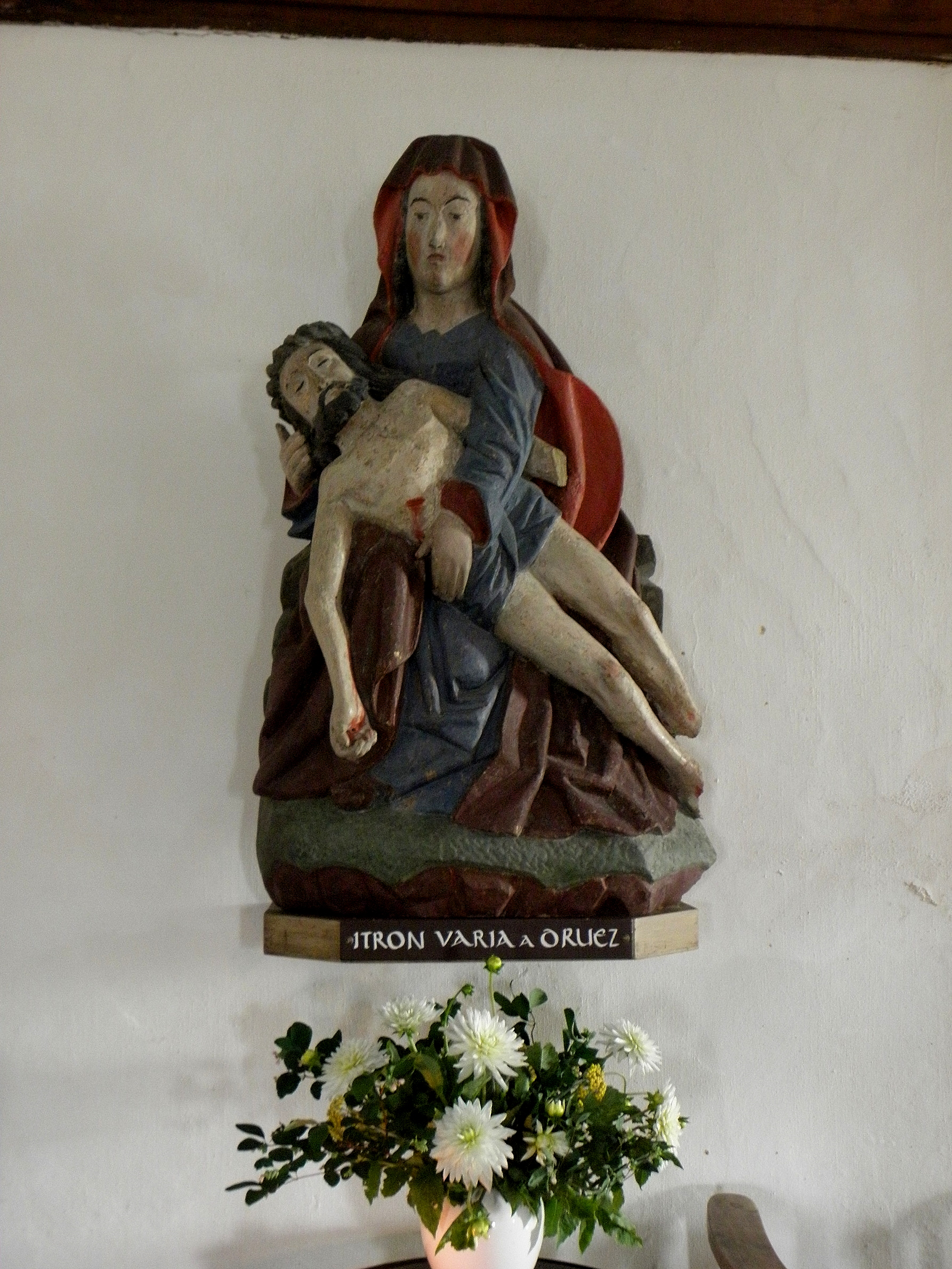
Pietà.
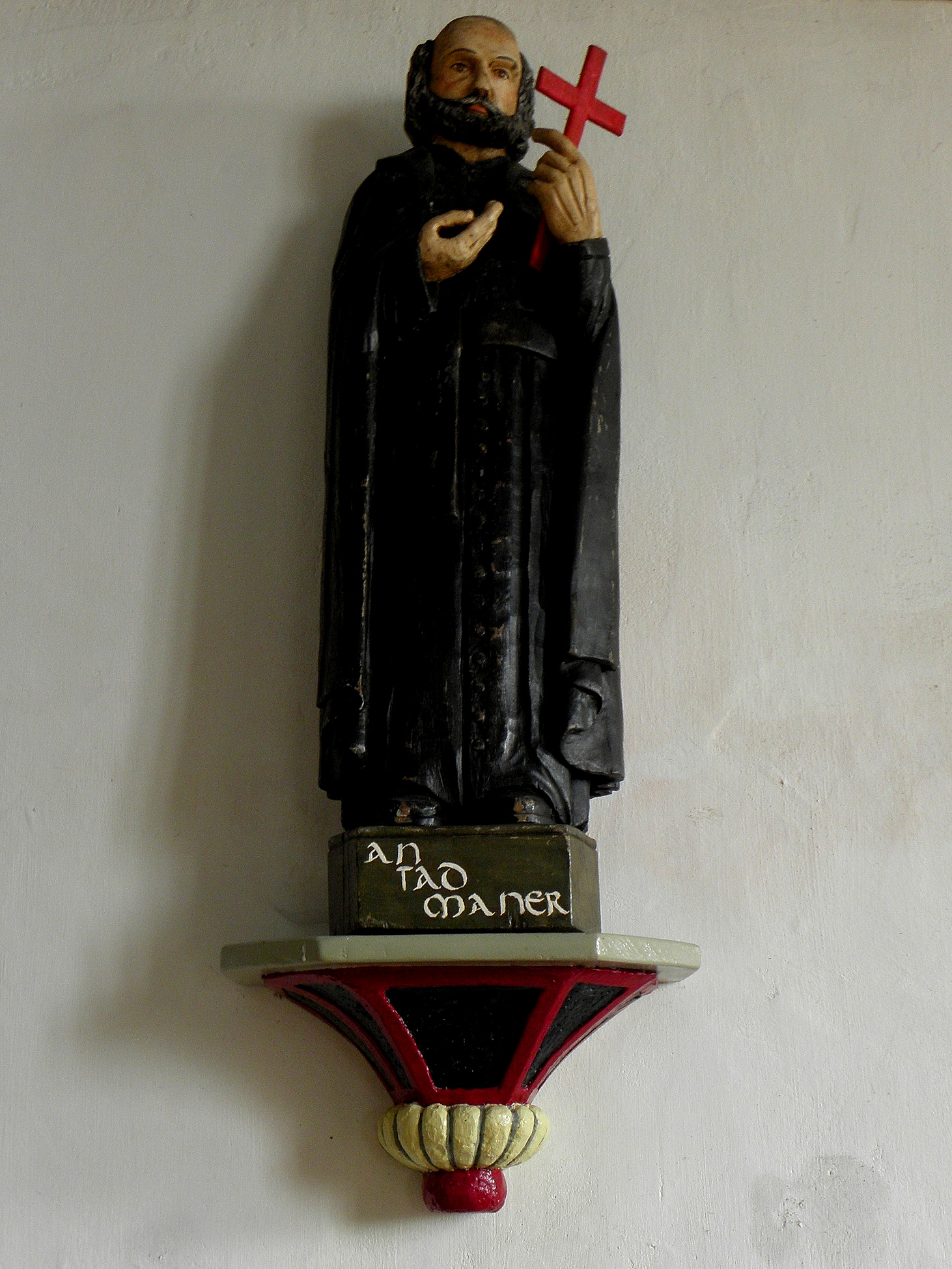
Statue du bienheureux Julien Maunoir.

- Croix de Kerguenol, années 1500[72].

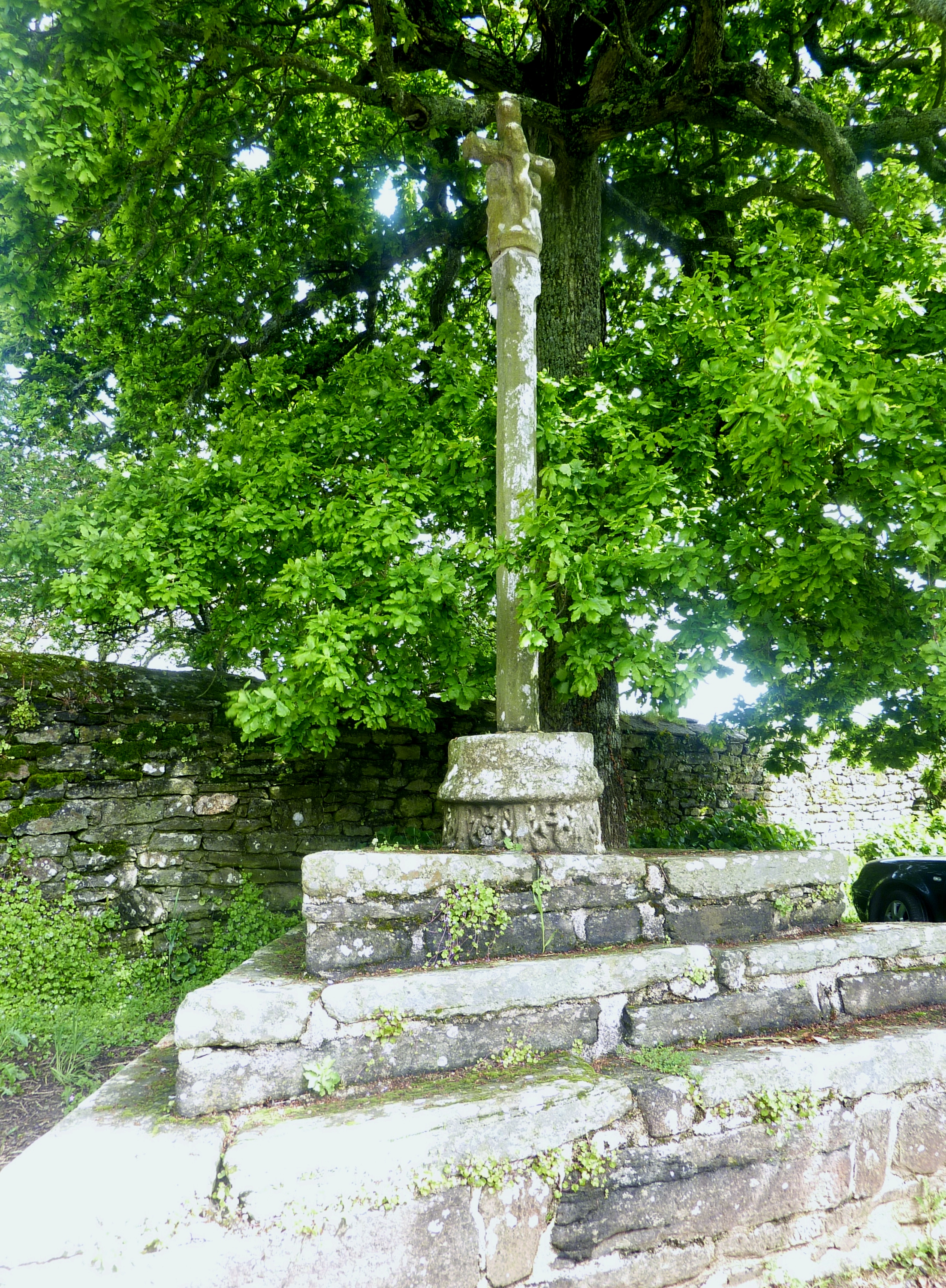
La croix de Kerguenol.

- Manoir de Minven, XVIe siècle. Ce manoir dont le nom proviendrait de Mein Vein (« Pierre blanche » en breton), en raison des affleurements de quartz nombreux dans les environs, possède « une porte en anse de panier encadrés par deux pinacles, à nids d'abeille à la base, et torsadés au-dessus »[73]. À l'intérieur, on peut voir un escalier rampe-sur-rampe (exemple précoce), côté façade postérieure[74].
- Lavoir de Ty-Poul.

### Articles de Wikipédia
- Communes du Finistère
- Anciennes communes du Finistère

## Sources